# Trixagus latior
Trixagus latior là một loài bọ cánh cứng trong họ Throscidae. Loài này được Pic miêu tả khoa học năm 1908.